# 万安演習
万安演習（ばんあんえんしゅう）は台湾で実施される防空演習の名称。中華民国政府により計画、軍が主になって実施される。実施対象地域は台馬金。
万安演習は2段階に分類される。第1段階は30分間の屋内退避を実施する避難訓練であり、屋内退避は警報が発令されてから解除されるまで継続される。
演習期間は『民防法』第21条の「空襲時の被害を減少させるため、国防部は関係機関の防空演習を実施し、退避避難及び交通、灯火、音響及びその他必要な管制を命令することができる」という規定に依拠し、退避避難命令に違反した者に対しては同法第25条の規定に従い3万以上15万NTD以下の罰金が科せられる。
1978年より毎年1回実施され、演習名称に番号をつけて区分される。

## 各年別
- 万安01号演習（1978年実施）
- 万安02号演習（1979年実施）
- 万安03号演習（1980年実施）
- 万安04号演習（1981年実施）
- 万安05号演習（1982年実施）
- 万安06号演習（1983年実施）
- 万安07号演習（1984年実施）
- 万安08号演習（1985年実施）
- 万安09号演習（1986年実施）
- 万安10号演習（1987年実施）
- 万安11号演習（1988年実施）
- 万安12号演習（1989年実施）
- 万安13号演習（1990年実施）
- 万安14号演習（1991年実施）
- 万安15号演習（1992年実施）
- 万安16号演習（1993年実施）
- 万安17号演習（1994年実施）
- 万安18号演習（1995年実施）
- 万安19号演習（1996年実施）
- 万安20号演習（1997年実施）
- 万安21号演習（1998年実施）
- 万安22号演習（1999年実施）
- 万安23号演習（2000年実施）
- 万安24号演習（2001年実施）
- 万安25号演習（2002年実施）
- 万安26号演習（2003年実施）
- 万安27号演習（2004年実施）
- 万安28号演習（2005年実施）
- 万安29号演習（2006年実施）
- 万安30号演習（2007年実施） - 防空意識意識向上にあわせ災害救助訓練もあわせて実施された。
- 万安31号演習（2008年実施）[2] - 新竹以北の地区に対し初めて夜間灯火管制が実施された。

8月13日 14時30分～15時 ： 東部地区（花蓮県、台東県）
8月18日 14時30分～15時 ： 北部地区（台北市、基隆市、台北県、桃園県、新竹市、新竹県、宜蘭県）
8月26日 13時～13時30分 ： 澎湖地区（澎湖県）
9月9日 9時30分～10時 ： 中部地区（苗栗県、台中県、台中市、南投県、彰化県、雲林県、嘉義県、嘉義市）
9月23日 13時30分～14時 ： 南部地区（台南市、台南県、高雄市、高雄県、屏東県）
- 万安32号演習（2009年実施） [3]

6月30日 13時30分～14時 ： 北部地区
7月22日 15時30分～16時 ： 中部地区
7月24日 9時30分～10時 ： 東部地区
7月28日 14時～14時30分 ： 澎湖地区
8月14日 13時30分～14時 ： 南部地区
- 万安33号演習（2010年実施） [4]

5月3日 14時30分～15時 ： 中部地区
5月5日 13時30分～14時 ： 南部地区
5月12日 9時30分～10時 ： 東部地区
5月14日 9時30分～10時 ： 馬祖地区（連江県）
6月1日   14時～14時30分 ： 澎湖地区
6月15日 13時30分～14時 ： 北部地区
6月18日 9時30分～10時 ： 金門地区（金門県）
- 万安34号演習（2011年実施） [5] - 自然災害（津波など）、原子力事故に備えた演習も実施される。

5月18日 14時～14時30分 ： 北部地区
5月24日 13時30分～14時 ： 中部地区
5月26日 13時30分～14時 ： 澎湖地区
5月31日 14時～14時30分 ： 南部地区
6月3日   9時30分～10時 ： 金門地区
6月8日   10時～10時30分 ： 馬祖地区
6月9日   14時30分～15時 ： 東部地区
- 万安35号演習（2012年実施）

5月8日
- 万安36号演習（2013年実施）

4月 - 5月
- 万安37号演習（2014年実施）

2月26日 - 5月9日 災害救助訓練
5月 - 6月             防空訓練
- 万安38号演習（2015年実施）

3月17日 13時30分 - 14時:南部地区
3月31日 13時30分 - 14時:中部地区
4月13日 13時30分 - 14時:東部地区
4月28日 13時30分 - 14時:北部地区
5月5日   13時30分 - 14時:金門県
5月14日 13時30分 - 14時:澎湖県
5月19日 13時30分 - 14時:連江県
- 万安39号演習（2016年実施）

2月25日 13時30分 - 14時:東部地区
3月3日   13時30分 - 14時:連江県
3月21日 13時30分 - 14時:中部地区
4月8日   13時30分 - 14時:澎湖県
4月13日 13時30分 - 14時:金門県
4月18日 13時30分 - 14時:北部地区
4月21日 13時30分 - 14時:南部地区
- 万安40号演習（2017年実施）

2月21日 13時30分 - 14時:金門県
2月23日 13時30分 - 14時:連江県
3月2日   13時30分 - 14時:東部地区
4月13日 13時30分 - 14時:中部地区
5月11日 13時30分 - 14時:南部地区
5月18日 13時30分 - 14時:北部地区
5月24日 13時30分 - 14時:澎湖県
- 万安41号演習（2018年実施）

6月4日 13時30分 - 14時:北部地区
6月5日 13時30分 - 14時:南部地区
6月6日 13時30分 - 14時:東部地区
6月7日 13時30分 - 14時:中部地区
- 万安42号演習（2019年実施）

5月27日 13時30分〜14時:北部地区
5月28日 13時30分〜14時:南部地区
5月29日 13時30分〜14時:東部地区
5月30日 13時30分〜14時:中部地区
- 万安43号演習（2020年実施）

- 万安44号演習（2021年実施）

- 万安45号演習（2022年実施）

- 万安46号演習（2023年実施）